# Jan Gloßmann

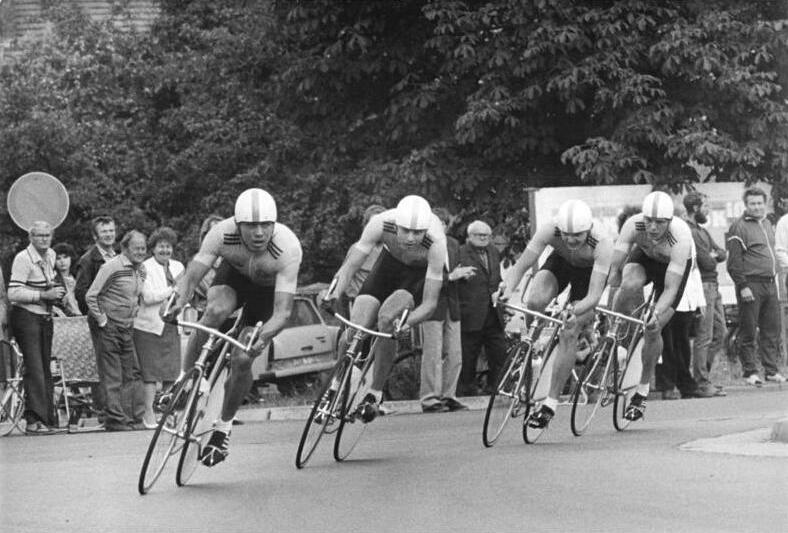
Maik Landsmann, Uwe Zeidler, Ralf Schmidt und Jan Gloßmann 1986

Jan Gloßmann (* 11. Februar 1964) ist ein ehemaliger deutscher Radsportler und Weltmeister im Radsport.

## Sportliche Laufbahn
Gloßmann war Mitglied des SC Cottbus, wo er von Eberhard Pöschke trainiert wurde. Jan Gloßmann war 1982 Sieger der UCI-Weltmeisterschaften im Mannschaftszeitfahren für Junioren mit Uwe Ampler, Jens Heppner und Andreas Lux.
Er siegte bei der DDR-Meisterschaft 1983 im Mannschaftszeitfahren auf der Straße mit seinen Vereinskameraden Frank Jesse, Detlef Ernst und Rüdiger Perka. 1984 wurde er Zweiter und ein Jahr später Dritter in dieser Meisterschaft. Bei seinen Starts in der DDR-Rundfahrt blieb Platz 32 1985 seine beste Platzierung. Gloßmann startete mehrfach für die DDR-Nationalmannschaft bei Rundfahrten in den Niederlanden, Jugoslawien, Tunesien (mit Etappensieg), Rumänien, Österreich, Marokko und Belgien. Der 14. Platz bei der Tunesien-Rundfahrt 1985 war sein bestes Ergebnis bei diesen Einsätzen. Er beendete 1987 seine Laufbahn.

## Berufliches
Beruflich ist Gloßmann nach seiner Karriere als Journalist für die Lausitzer Rundschau und als Pressereferent der Stadt Cottbus tätig.